# Алюцинк
Алюци́нк (Алюмоци́нк) — сплав алюминия и цинка. Применяется в качестве антикоррозийного покрытия стальных листов. Состав впервые был запатентован американской фирмой Bethlehem Steel в начале 1960-х годов.
В состав алюцинка входят:
| Al — 55 % Zn — 43.4 % Si — 1.6 % | - алюминий — 55 % - цинк — 43,4 % - кремний — 1,6 % |

## Преимущества
- в сравнении с оцинковкой покрытие алюмоцинком даёт прирост в долговечности службы листа железа в 3-6 раз;
- цена по сравнению с оцинковкой больше, но, учитывая отсутствие в необходимости ремонта и обслуживания, конечная стоимость получается меньше;
- алюмоцинк отражает 75 % теплового излучения. Подобная высокая теплоотражающая способность полезна, например, при использовании сплава в производстве металлочерепицы;
- добавки кремния повышают жаростойкость сплава до +315 °C.